# Jezioro Okunie (województwo zachodniopomorskie)
Jezioro Okunie – jezioro w Polsce na Pojezierzu Ińskim na południowym skraju Ińskiego Parku Krajobrazowego, ok. 6 km na południowy zachód od Ińska i ok. 2 km na północ od wsi Grabnica. Z jeziora wypływa rzeka Krępa.